# Перивил (Мериленд)
Перивил (енгл. Perryville) град је у америчкој савезној држави Мериленд.

## Демографија
По попису из 2010. године број становника је 4.361, што је 689 (18,8%) становника више него 2000. године.
| Група             | 2000.         | 2010.         |
| Белци             | 3.281 (89,4%) | 3.590 (82,3%) |
| Афроамериканци    | 215 (5,9%)    | 420 (9,6%)    |
| Азијати           | 28 (0,8%)     | 57 (1,3%)     |
| Хиспаноамериканци | 85 (2,3%)     | 181 (4,2%)    |
| Укупно            | 3.672         | 4.361         |